# Tadanari Lee
Tadanari Lee (李忠成?, Ri Tadanari; 이충성?, 李忠成?, Lee Chung-SungLR; Tokyo, 19 dicembre 1985) è un ex calciatore sudcoreano naturalizzato giapponese, di ruolo attaccante.

## Biografia
I bisnonni di Lee erano originari della Corea, infatti i suoi genitori sono coreani di terza generazione, il suo nome coreano è Lee Chung-Sung (coreano: 이충성, Hanja: 李 忠成). I suoi genitori sono due ristoratori di Tokyo, il padre in passato era un calciatore. Lee ha praticato il calcio già in giovane età, ha militato nelle giovanili del FC Tokyo. Si è unito alla nazionale Under-19 della Corea del Sud ma non molto soddisfatto, anche per via dei pregiudizi nei suoi confronti per via del fatto che è cresciuto in Giappone, ha preferito il suo paese natale e nel 2007 ha ottenuto la cittadinanza giapponese. Ha avuto una relazione con la cantante Ayumi Ito, ha poi sposato la modella Saki Toyoba.

## Caratteristiche tecniche
Gioca come prima punta, ma può ricoprire pure i ruoli di seconda punta e di trequartista. Non particolarmente veloce, e nemmeno dotato di un dribbling molto raffinato, compensa con le sue abilità di finalizzatore, di piede sinistro, dotato di un tiro potente, è capace di segnare calciando dalla lunga-media distanza, ma può trovare il gol anche sotto porta, inoltre è bravo pure con i tiri di testa. È un buon rigorista.

## Carriera

### Club

#### Kashiwa Reysol
Fa il suo debutto come calciatore professionista il 19 marzo 2005 nella Coppa J. League con la maglia del Kashiwa Reysol entrando in partita nei minuti finali sostituendo Sōtarō Yasunaga nella vittoria per 3-1 contro il FC Tokyo. Durante il campionato di J1 League la squadra in 16ª posizione retrocede nella J2 League dove Lee segnando il suo primo gol contro il Consadole Sapporo nella vittoria per 2-1 e nel medesimo risultato si concluderanno anche le vittorie contro il Thespakusatsu Gunma, il Vegalta Sendai, lo Shonan Bellmare e lo Yokohama FC e in tutte queste partite ha segnato una rete, in quest'ultima una doppietta. La squadra ottiene il 2º posto e viene promossa in prima divisione. In J1 League segna il suo primo gol con la rete del 1-0 con cui la squadra batterà lo Shimizu S-Pulse, segnerà delle reti in altre vittorie come quelle contro il Nagoya Grampus e il Oita Trinita entrambe conclude per 2-0, quella contro il Kawasaki Frontale per 4-0 e quella contro l'Albirex Niigata per 2-1, inoltre sarà autore di una doppietta battendo per 4-2 lo Yokohama FC. Nell'edizione 2009 della Coppa J. League segnerà tre reti, nelle vittorie per 3-0 contro il Kyoto Sanga e il Vissel Kobe e un'altra nel pareggio per 1-1 contro il Montedio Yamagata. La sua ultima rete per la squadra la segnerà il 27 giugno 2009 con la rete del 3-2 battendo il Júbilo Iwata.

#### Sanfrecce Hiroshima
A partire dal 2009 giocherà con il Sanfrecce Hiroshima segnando per la prima volta nell'AFC Champiosn League nella vittoria per 3-2 ai danni del Shandong Taishan FC dove segnerà una doppietta, e farà un altro gol nella vittoria per 4-3 contro il Pohang Steelers. Nell'edizione 2010 della Coppa J. League segnerà un gol battendo per 2-1 lo Shimizu S-Pulse, e segnerà un'altra rete nella finale molto combattuta contro il Júbilo Iwata che si è conclusa ai tempi supplementari e dove il Sanfrecce Hiroshima perderà per 5-3. Nell'edizione 2010 della J1 League riuscirà a segnare un buon numero di reti solo a metà stagione, tra cui due doppiette prima battendo per 2-1 l'Urawa Red Diamonds e poi per 4-0 l'Albirex Niigata. Stabilirà un record personale nell'edizione 2011 del campionato con quindici gol, segnando per ben tre volte una doppietta: nelle vittorie per 3-2 contro lo Yokohama F. Marinos, per 4-0 contro lo Shimizu S-Pulse e per 3-1 contro il Júbilo Iwata.

#### Southampton e FC Tokyo
Il 25 gennaio 2012 viene acquistato dal Southampton. Va a segno alla terza presenza in campionato, il 18 febbraio, nel match vinto contro il Derby County con un tiro dal limite dell'area segnando la rete del 4-0. Con un suo assist vincente Rickie Lambert segna la rete del 1-0 battendo il Leeds United. Aprirà le marcature nella vittoria per 4-1 battendo il Stevenage in Capital One Cup. Nel 2013 viene ceduto in prestito al FC Tokyo segnando per la squadra sei reti.

#### Urawa Red Diamonds
Dal 2014 giocherà per l'Urawa Red Diamonds e nell'edizione 2014 della Coppa J. League segnerà la sua prima rete per la squadra vincendo per 2-1 contro l'Omiya Ardija oltre a segnare una doppietta nella vittoria per 5-2 contro il Nagoya Grampus. Nell'edizione 2016 della Champions League asiatica segnerà due gol agli ottavi di finale contro il FC Seoul e la partita si concluderà per 3-3 e ai rigori Lee segnerà dal dischetto ma l'Urawa Reds Diamonds perderà per 7-6. Nel 2016 vincerà la Coppa del Giappone, nella finale contro il Gamba Osaka segnerà il gol del 1-1 e la partita si concluderà ai rigori, e la squadra vincerà per 5-4 e Lee segnerà uno dei rigori vincenti. Vincerà l'edizione 2017 del campionato continentale segnando quatro reti, l'ultima nella vittoria per 3-0 contro il Jeju United, ma non parteciperà alla finale vinta contro l'Al-Hilal. La sua ultima rete per l'Urawa Red Diamonds la segnerà il 1 dicembre 2018 contro il FC Tokyo con una doppietta vincendo per 3-2.

#### Yokohama F. Marinos e Kyoto Sanga
Giocherà nel 2019 per lo Yokohama F. Marinos segnando per la prima volta nella vittoria contro il Consadole Sapporo per 4-0 nell'edizione 2019 della Coppa del Giappone, inoltre vincerà la J1 League segnando una sola rete nella vittoria per 4-1 ai danni del Vissel Kobe. Dal 2020 giocherà in seconda divisione con il Kyoto Sanga facendo il suo esordio nella sconfitta per 1-0 contro il Renofa Yamaguchi.

### Nazionale
Ha fatto parte della selezione nipponica che ha preso parte ai Giochi Olimpici di Pechino nel 2008. Ha giocato nella Nazionale Under-22 al Torneo di Tolone segnando il gol del 1-0 battendo i Paesi Bassi, nella sconfitta contro la Costa d'Avorio finita per 2-2 la squadra perde ai rigori per 4-3, Lee non riesce a segnare dal dischetto.
Ha fatto parte anche della nazionale, il 29 gennaio 2011 segna il gol vittoria in acrobazia nei supplementari che ha permesso alla sua nazionale di vincere la Coppa d'Asia 2011.
Il 7 ottobre 2011 segna il gol del 1-0 vincendo un'amichevole contro il Vietnam. La sua ultima partita in nazionale è stata nella sconfitta il 29 febbraio 2012 contro l'Uzbekistan.

## Statistiche

### Cronologia presenze e reti in nazionale
| Cronologia completa delle presenze e delle reti in nazionale ― Giappone Olimpica | Cronologia completa delle presenze e delle reti in nazionale ― Giappone Olimpica | Cronologia completa delle presenze e delle reti in nazionale ― Giappone Olimpica | Cronologia completa delle presenze e delle reti in nazionale ― Giappone Olimpica | Cronologia completa delle presenze e delle reti in nazionale ― Giappone Olimpica | Cronologia completa delle presenze e delle reti in nazionale ― Giappone Olimpica | Cronologia completa delle presenze e delle reti in nazionale ― Giappone Olimpica | Cronologia completa delle presenze e delle reti in nazionale ― Giappone Olimpica |
| Data                                                                             | Città                                                                            | In casa                                                                          | Risultato                                                                        | Ospiti                                                                           | Competizione                                                                     | Reti                                                                             | Note                                                                             |
| -------------------------------------------------------------------------------- | -------------------------------------------------------------------------------- | -------------------------------------------------------------------------------- | -------------------------------------------------------------------------------- | -------------------------------------------------------------------------------- | -------------------------------------------------------------------------------- | -------------------------------------------------------------------------------- | -------------------------------------------------------------------------------- |
| 7-8-2008                                                                         | Tientsin                                                                         | Giappone                                                                         | 0 – 1                                                                            | Stati Uniti                                                                      | Olimpiadi 2008 - 1º turno                                                        | -                                                                                | 64’                                                                              |
| 10-8-2008                                                                        | Tientsin                                                                         | Nigeria                                                                          | 2 – 1                                                                            | Giappone                                                                         | Olimpiadi 2008 - 1º turno                                                        | -                                                                                | 63’                                                                              |
| 13-8-2008                                                                        | Shenyang                                                                         | Paesi Bassi                                                                      | 1 – 0                                                                            | Giappone                                                                         | Olimpiadi 2008 - 1º turno                                                        | -                                                                                | 86’                                                                              |
| Totale                                                                           |                                                                                  | Presenze                                                                         | 3                                                                                |                                                                                  | Reti                                                                             | 0                                                                                |                                                                                  |

## Palmarès

### Club

#### Competizioni nazionali
- Coppa J. League: 1

Urawa Reds: 2016
- Coppa dell'Imperatore: 1

Urawa Reds: 2018
- Campionato giapponese: 1

Yokohama F·Marinos: 2019

#### Competizioni internazionali
- Coppa Suruga Bank: 1

Urawa Reds: 2017
- AFC Champions League: 1

Urawa Red Diamonds: 2017

### Nazionale
- Coppa d'Asia: 1

2011
- Kirin Cup: 1

2011

### Individuale
- Miglior giocatore della Coppa J. League: 1

2016